# 八戸郵便局
八戸郵便局（はちのへゆうびんきょく）は、青森県八戸市にある郵便局。民営化前の分類では集配普通郵便局であった。局番号は84006。

## 概要
住所：〒031-8799 青森県八戸市城下4-25-9

## 併設施設
- ゆうちょ銀行八戸店（仙台支店八戸出張所）：取扱店番号840060

### 出張所（局外ATM）
民営化後は、ゆうちょ銀行仙台支店に管理が移された。
- ラピア内出張所：ホリデーサービス実施出張所（IC対応）
- ヴィアノヴァ内出張所：ホリデーサービス実施出張所（IC対応）
- イトーヨーカドー八戸沼館店内出張所：ホリデーサービス実施出張所
- 八戸市立市民病院内出張所：ホリデーサービス実施出張所（IC対応）
- 八戸工業大学内出張所（IC対応）

## 沿革
- 1872年8月4日（明治5年7月1日[1]） - 八戸郵便取扱所として開設[2]。当時は八戸町廿三日町に置かれていた。[1]1872年（明治5年）当時、郵便物のルートは一戸-三戸-五戸（五戸を分岐として青森へ）-八戸の順に郵便網が敷かれていた。[3]
- 1875年（明治8年）1月1日 - 八戸郵便局（五等）となる。同年、為替取扱を開始[2]。
- 1876年（明治9年）5月15日 - 八戸町廿八日町に移転。
- 1879年（明治12年）8月 - 貯金取扱を開始[2]。
- 1891年（明治24年）8月1日 - 八戸郵便電信局となる[2]。
- 1892年（明治25年）1月6日 -  八戸町三日町に移転。
- 1903年（明治36年）4月1日 - 通信官署官制の施行に伴い八戸郵便局となる[2]。
- 1920年（大正9年）9月21日 -　八戸町番町に移転。
- 1935年（昭和10年）4月1日 - 等級を特定三等から二等に改定[4]。湊郵便局から集配業務を、鮫郵便局から集配業務および電話事務[5]を移管[6]。同日、湊郵便局は八戸湊郵便局に、鮫郵便局は八戸鮫郵便局に改称[6]。
- 1937年（昭和12年）9月23日 - 八戸市番町から、同市塩町に局舎を新築、移転[7]。
- 1949年（昭和24年）2月21日 - 電信事務を八戸電信局に、電話事務を八戸電話局に移管[8]。
- 1973年（昭和48年）7月8日 - 八戸市大字塩町から、同市城下四丁目に局舎を新築、移転[9]。
- 1993年（平成5年）7月1日 - 外国通貨の両替および旅行小切手の売買に関する業務取扱を開始。
- 2007年（平成19年）10月1日 - 民営化に伴い、併設された郵便事業八戸支店、ゆうちょ銀行八戸店に一部業務を移管。
- 2012年（平成24年）10月1日 - 日本郵便株式会社の発足に伴い、郵便事業八戸支店を八戸郵便局に統合。

## 取扱内容

### 八戸郵便局
- 郵便、印紙、ゆうパック、内容証明
- 生命保険、バイク自賠責保険、自動車保険
- 八戸市の中央部、南部（〒031-00xx）および東部（〒031-08xx）地域の集配業務
- ゆうゆう窓口

### ゆうちょ銀行八戸店
- 貯金、貸付、為替、振替、振込、国際送金、外貨両替、国債、投資信託、変額年金保険
- ATM（振込用紙による払込み対応）

## 周辺
- 青森県立八戸工業高等学校
- 八戸警察署
- ラピア
- ピアドゥ
- 馬淵川

## アクセス
- JR八戸線 本八戸駅（北口）から徒歩約15分
- 八戸ラピアバスターミナルより徒歩約5分
- 八戸市営バス・南部バス 郵便局通停留所下車
- 八戸自動車道 八戸ICから北東へ約5.5km、百石道路 八戸北ICから南東へ約6.5km
- 国道45号沿い
- 駐車場あり：31台